# Josh Magennis
Joshua Brendan David "Josh" Magennis (nascut el 15 d'agost de 1990) és un futbolista professional nord-irlandès que juga com a davanter pel Wigan Athletic FC i per la selecció d'Irlanda del Nord.
Va passar la majoria de la seva carrera juvenil fent de porter, però va canviar de posició el 2008 just abans d'esdevenir professional el 2009. Ha estat descrit per l'exentrenador del Cardiff City academy Neal Ardley com a posseïdor d'un "ritme ràpid com un llamp, un gran salt i un gran abast en l'aire". Magennis havia jugat prèviament pel Cardiff City FC, Grimsby Town, Aberdeen FC i St Mirren.